# PSR B1913+16

Baanverval van PSR B1913+16. De rode stippen zijn gemeten waarden, de blauwe lijn geeft Einsteins voorspelling weer.

PSR B1913+16 of Hulse–Taylor binaire pulsar is een dubbelster bestaande uit een pulsar en een neutronenster die in 7,75 uur om elkaar heen bewegen. Dit stelsel was in 1974 de eerste binaire pulsar die werd gevonden, door Russell Hulse en Joseph Taylor van het Amherst College. Zij kregen  voor die ontdekking in 1993 de Nobelprijs. Omdat het stelsel bestaat uit twee zeer compacte kernen en de pulsar als een zeer nauwkeurige klok werkt, is dit stelsel van groot belang gebleken bij het toetsen van de voorspellingen van Einsteins relativiteitstheorie. Doordat energie in de vorm van zwaartekrachtgolven weglekt, krimpen de banen waarin de twee neutronensterren om elkaar bewegen (Engels: orbital decay), zoals door Einstein werd voorspeld.

## Ontdekking
De pulsar, een zeer magnetische neutronenster die snel om zijn as draait, werd in 1974 ontdekt met behulp van de radiotelescoop van Arecibo. Wat hierbij opviel was dat deze pulsar, anders dan andere tot dan toe bekende exemplaren, niet helemaal regelmatig was. De aankomsttijden van de signalen varieerden regelmatig met drie seconden en een periode van 7,75 uur. Hulse en Taylor leidden hieruit af dat de baan van de twee compagnons een diameter van ongeveer 3 lichtseconden moest hebben, ongeveer de diameter van de Zon.

## Baanverval
Metingen over een langere periode laten zien dat de baan van de twee pulsars niet stabiel is. Dit effect wordt verklaard doordat de sterke zwaartekracht van de twee neutronensterren zwaartekrachtgolven veroorzaken en zo energie aan het systeem onttrekken. De observaties van dit baanverval komen overeen met de voorspellingen van de algemene relativiteitstheorie.
In 2003 werd het eerste dubbelstersysteem bestaande uit twee pulsars ontdekt: PSR J0737−3039.